# Andrena elata
Andrena elata är en biart som beskrevs av Warncke 1975. Andrena elata ingår i släktet sandbin, och familjen grävbin. Inga underarter finns listade i Catalogue of Life.